# Teodor Boldur-Lățescu
Teodor Boldur-Lățescu (n. 1837, Moldova – d. iunie 1891, Botoșani, România) a fost un om politic, activist, avocat, filantrop, eseist și publicist român, cunoscut pentru susținerea violentă a separatismului moldovenesc.

## Biografie
Boldur-Lățescu s-a născut în 1837 într-o familie de boieri moldoveni înstăriți. Mama sa, Anica, făcea parte din familia Balș, care se revendica din dinastia montenegrină Balšić. Teodor nu a reușit însă să mențină statutul economic al familiei sale și a fost nevoit să lucreze ca avocat. 
Boldur-Lățescu s-a implicat în politică inițial în Partida Națională, ce susținea unirea Moldovei și a Țării Românești. El a fost însă dezamăgit de rezultat, devenind un notoriu adversar al domnitorului Alexandru Ioan Cuza. Separatismul său a îmbrăcat o formă radicală, scriind despre valahi că sunt „țigani” și propagând un fals istoric, intitulat Cronica lui Huru. După exilarea lui Cuza de către monstruoasa coaliție, a făcut parte dintr-o grupare de boieri rusofili din Iași, ce l-au convins pe Nicolae Rosetti-Roznovanu să pretindă tronul Principatului Moldovei. 
Pe 3 aprilie 1866, Teodor Boldur-Lățescu a participat la organizarea revoltei separatiste din Iași, fiind unul dintre principalii instigatori și coordonatori stradali ai acesteia. În urma revoltei, presa internațională a fost inundată cu articole rusești despre "lupta poporului moldovean, înrobiți de asupritorii valahi". Arestat și apoi eliberat, el a continuat să facă propagandă separatistă, chiar și după ce aliații săi au abandonat cauza independenței Moldovei. Boldur-Lățescu aducea ca argumente principale diferențele dintre moldoveni și valahi, dar și teama că, în noul stat, Moldova va fi o provincie neglijată. Sentimentul antivalah și critica față de domnitorul Carol I erau teme constante în ziarele sale antiunioniste, Moldova și Boldul. În septembrie 1867, a fost bătut de 2 ofițeri valahi, ceea ce a atras simpatie din partea publicului separatist moldovean. El a fost astfel capabil să păstreze relevanța cauzei separatiste și în anii 1870. A mai fost bătut o dată de autorități în 1870, după ce, conform autorităților, a comis acte de cruzime asupra animalelor într-o menajerie din Iași. 

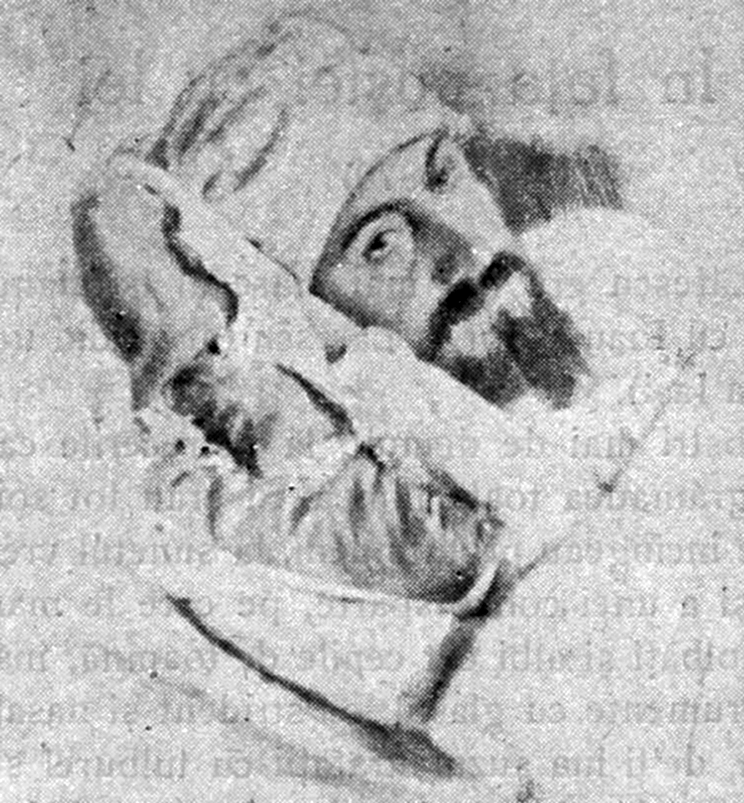
Boldur-Lățescu în 1870, după ce a fost bătut de polițiști

Cu puțin înainte de războiul de Independență al României, Boldur-Lățescu și-a relansat cariera politică, ca un aliat al politicianului de dreapta Lascăr Catargiu. A ajuns astfel în Sudul Basarabiei, ca prefect al județului Bolgrad, după ce a fost, câteva luni, prefect al județului Dorohoi (George Călinescu a scris că, în perioada în care era prefect de Dorohoi, Boldur-Lățescu a reușit să obțină pentru poetul bolnav Mihai Eminescu suma de 20 de galbeni lunar, sumă modestă, dar care l-a ajutat incontestabil, în ciuda opoziției Consiliului Județean, fiind singurul om politic care l-a ajutat pe poet când acesta a fost bolnav). Deși a intrat în conflict cu bulgarii basarabeni, Boldur-Lățescu a reclamat abuzurile autorităților române asupra localnicilor. A deschis mai multe ziare în Bolgrad și Ismail. Ulterior a primit o funcție de director în cadrul Monitorului Oficial. Ulterior, s-a distanțat de conservatori, devenind un aliat local din Basarabia al PNL, partid în care s-a și înscris la finalul anilor 1870. A fost mai întâi ales deputat de Bolgrad, apoi, reajuns prefect al Bolgradului, a fost de data aceasta acuzat de deturnare de fonduri și fraudă electorală, fiind destituit din funcția de prefect și pierzând alegerile pentru Adunarea Deputaților. A câștigat ulterior alegerile în 1880, cu sprijinul PNL, fiind ales deputat de Bolgrad, însă după anexarea sudului Basarabiei de către Imperiul Rus, cu toate că autoritățile ruse i-au oferit oportunitatea de a locui în continuare în Basarabia și de a sluji monarhia rusă, Boldur-Lățescu s-a stabilit în județul Neamț, unde a candidat cu succes pentru un post de senator.
După ce România și-a câștigat independența, Boldur-Lățescu și-a exprimat susținerea totală pentru regele Carol I și a criticat vehement regionalismul moldovean, fiind ținta criticilor și ironiei presei naționale, după ce, cu câțiva ani înainte, fusese un adept puternic al separatismului și un adversar înverșunat al aceluiași Carol I. A susținut de asemenea emanciparea evreilor, deși acest lucru a fost mai mult din oportunism, el fiind acuzat că vindea ilegal cetățenia română evreilor din Basarabia. A fost apoi prefect al județului Botoșani în perioada 1887-1888. Deoarece PNL s-a aliat cu vechii săi rivali politici de la Junimea, Boldur-Lățescu a plecat din partid și s-a înscris în Partidul Conservator. A murit în 1891. Fata sa, Olga, a fost o curtezană, infamă pentru participarea într-un șantaj, motiv pentru care a fost și arestată în 1896.
Boldur-Lățescu a fost însă apreciat pentru activitatea sa filantropică. Printre altele, el a donat 151 de volume în franceză din propria bibliotecă Colegiului Național din Botoșani. Pentru activitatea sa filantropică a fost chiar decorat de vechiul său rival, regele Carol I, cu Ordinul „Coroana României”.